# Chavalas
Chavalas es una película española cómica de 2021 dirigida por Carol Rodríguez Colás y protagonizada por Vicky Luengo, Elisabet Casanovas, Carolina Yuste y Ángela Cervantes.

## Sinopsis
Marta, Desi, Soraya y Bea, cuatro amigas inseparables en la adolescencia, vuelven a encontrarse en el barrio para revivir una auténtica y tragicómica amistad. Una realidad que las obligará a enfrentarse a aquellas adolescentes que fueron y a las mujeres que quieren ser. Casi sin darse cuenta, se ayudarán a tomar decisiones importantes en sus vidas. El paso del tiempo y lo distintas que son no será excusa para que su amistad prevalezca sobre todo lo demás.

## Reparto
- Vicky Luengo como Marta
- Carolina Yuste como Desi
- Elisabet Casanovas como Bea
- Ángela Cervantes como Soraya
- José Mota como Ramón
- Ana Fernández como Lili
- Cristina Plazas como Maricarmen
- Mario Zorrilla como Juan
- Andreas Muñoz como Adrián
- Frank Feys como Ray
- Louise Good como Katy
- Carlos Serrano-Clark como Guille
- Biel Durán como Joan
- Lluís Marqués como Pablo
- Maite Buenafuente como Rosalía
- María Donoso como Trini
- María González como Vane

## Rodaje
El rodaje comenzó en marzo de 2020 en el barrio de Pueblo Nuevo, en Barcelona y en la ciudad de Cornellá.
El rodaje se interrumpió a causa de la crisis sanitaria provocada por la pandemia de la COVID-19.

## Estreno
La película participó y se preestrenó en el Festival de Málaga Cine en Español, optando a la Biznaga de Oro. En mayo se anuncia la fecha de lanzamiento de la película en cines, el 3 de septiembre de 2021.

## Premios y nominaciones
| Premio                                     | Categoría                                           | Receptor(es)          | Resultado          |
| ------------------------------------------ | --------------------------------------------------- | --------------------- | ------------------ |
| Premios Goya (XXXVI edición)               | Mejor dirección novel                               | Carol Rodríguez Colás | Nominada           |
| Premios Goya (XXXVI edición)               | Mejor actriz revelación                             | Ángela Cervantes      | Nominada           |
| Festival de Málaga Cine en Español (2021)  | Biznaga de Oro a la mejor película                  | Chavalas              | Nominada           |
| Festival de Málaga Cine en Español (2021)  | Biznaga de Plata. Premio del público                | Chavalas              | Ganadora           |
| Festival de Málaga Cine en Español (2021)  | Premio Asecan ópera prima                           | Chavalas              | Ganadora           |
| Festival de Cine de Alcalá de Henares 2021 | Certamen Pantalla Abierta a los nuevos realizadores | Carol Rodríguez Colás | Premio del público |